# Oligodon lacroixi
Oligodon lacroixi là một loài rắn trong họ Rắn nước. Loài này được Angel & Bourret mô tả khoa học đầu tiên năm 1933.